# Casa al carrer González de Soto, 41 (Figueres)
L'edifici del Carrer González de Soto, 41 és una obra del municipi de Figueres (Alt Empordà) inclosa en l'Inventari del Patrimoni Arquitectònic de Catalunya.

## Descripció
És un edifici entre mitgeres situat a prop de l'Avinguda Salvador Dalí. És una casa de planta baixa i un pis, amb coberta terrassada. Aquesta casa ha estat rehabilitada recentment. La part baixa de la façana té un encoixinat, dividit per una franja horitzontal. Les obertues de la planta baixa es troben inscrites a la façana, i totes tenen un guardapols. Destaca la decoració que tenen a la part baixa les dues finestres, un fris de pedra a on es repeteix un motiu geomètric. Les obertures del primer pis tenen un balcó circular. A sobre de les finestres hi ha inscrits uns quadrats amb una peça circular de ceràmica que serveix com a ventilació. La barana de la terrassa és de ferro i té algun motiu vegetal ornamental. Aquesta barana està unida mitjançant merlets.